# Ливијус
Ливијус (мађ. Líviusz), је мушко име које се користи у мађарском језику, латинског је порекла (лат. Livius) са значењем: оловно сива, плавкаст. Женски парњак му је Ливија.

## Имендани
- 23. септембар.
- 12. новембар.

## Варијације у осталим језицима
-,

## Познате личности
- Ливијус Ђулаји (мађ. Gyulai Líviusz), графичар, добитник награде Кошут Лајош